# Чужие страсти
«Чужие страсти» (латыш. Svešās kaislības) — художественный фильм режиссёра Яниса Стрейча, снятый по одноимённой повести литовского писателя Миколаса Слуцкиса на Рижской киностудии в 1983 году.

## Сюжет
Действие фильма происходит в 1945 году на хуторе «Валдамани» в Латвии. Нашедшая приют у своего дальнего родственника сирота Марите становится невольной свидетельницей происшедших драматических событий. Выживший из ума старый хозяин хутора не в силах заниматься хозяйством. Его жена имеет виды на своего бывшего батрака Антанаса, не так давно вернувшегося с фронта. Она хочет видеть его своим любовником и не без основания рассчитывает на протекцию друзей Антанаса, таких же как и он фронтовиков, ставших в одночасье волостными начальниками. Сам Антанас максимально использует сложившуюся ситуацию и видит себя новым владельцем хутора. Но удача отворачивается от него. Вначале у него отнимают все скопленные деньги заглянувшие в одну из ночей на хутор «лесные братья», затем приходит весть о смертельной болезни матери и в довершение ко всем бедам — беременная от него хозяйская дочь делает аборт. Напившийся с горя Антанас уснул в хлеву, где его спящего зарезал безумный Валдманис.

## В ролях
- Вия Артмане — Анна
- Альгирдас Паулавичюс — Антанас
- Зане Янчевска — Марите
- Визма Озолиня — Аусма
- Леонид Оболенский — Валдманис
- Янис Паукштелло — Эзериньш
- Болеслав Руж — цыган
- Эугения Шулгайте — мать Антанаса
- Андрис Морканс — Имантс
- Паул Буткевич — «Лось»
- Волдемар Лобиньш — эпизод

## Съёмочная группа
- Автор сценария и режиссёр-постановщик: Янис Стрейч
- Оператор-постановщик: Харий Кукелс
- Композитор: Улдис Стабулниекс
- Художник-постановщик: Гунарс Балодис
- Звукорежиссёр: Глеб Коротеев